# ستيفن غوس
ستيفن غوس (بالإنجليزية: Steven Goss) هو لاعب كرة يد أمريكي، ولد في 29 أغسطس 1960 في Castro Valley, California ‏ في الولايات المتحدة.

## وصلات خارجية
- ستيفن غوس على موقع أوليمبيديا (الإنجليزية)